# 빈센트 패스토어
빈센트 패스토어(Vincent Pastore, 1946년 7월 14일 ~ )는 미국의 배우이다.

## 출연 작품
- 클린턴 로드 (2018)
- 블러드 서커스 (2017)
- 디 아이즈 (2017)
- 칼리코 스카이 (2016)
- 퍼펙트 크라임 (2015)
- 씽킹 위드 리차드 (2013)
- 아임 인 러브 위드 어 처치 걸 (2013)
- 피클 (2013)
- 디거 3D (2013)
- 고트 (2013)
- 토처 챔버 (2013)
- 위험한 패밀리 (2013)
- 스파이 (2011)
- 에일리어네이티드 (2009)
- 스트리트 보스 (2009)
- 리턴 투 슬리퍼웨이 캠프 (2008)
- 더 데블스 도미노 (2008)
- 트릭스 오브 어 우먼 (2008)
- 룩킹 포 팰라딘 (2008)
- 컬리지 로드 트립 (2008)
- 베가스의 총각파티 (2006)
- 리볼버 (2005)
- 디 어프렌티스 (2004)
- 쿡아웃 (2004)
- 샤크 (2004) - 목소리
- 퀸즈 슈프림 (2003)
- 코르키 로마노 (2002)
- 엘리자베스 헐리의 못말리는 이혼녀 (2002)
- 듀스 와일드 (2002)
- 메이드 (2001)
- 라이딩 위드 보이즈 (2001)
- 허리케인 카터 (1999)
- 미키 블루 아이즈 (1999)
- 위트니스 맙 (1998, Witness to the Mob)
- 마피아 (1998)
- Six Ways to Sunday (1997)
- 올 오버 미 (1997)
- 고티 (1996)
- 조의 아파트 (1996)
- 워킹 앤 토킹 (1996)
- 핸드 건 (1994)
- 사랑의 금고털이 (1994)
- 당신에게 일어날 수 있는 일 (1994)
- 칼리토 (1993)
- 누가 왕초지? (1993)
- 사랑의 기적 (1990)
- 좋은 친구들 (1990)

### 텔레비전
- 원 라이프 투 리브 (1968)
- 로앤오더 (1992-96)
- Last Call with Carson Daly (2002-06)